# Das literarische Kaffeehaus
Das literarische Kaffeehaus war eine zwischen 1964 und 1967 vom NDR produzierte und von dessen sowie anderen Hörfunkprogrammen ausgestrahlte Rundfunk-Sendung. Sie wurde zumeist live aus dem Weinhaus Wolf in Hannover gesendet, dem Gottfried Benn – ein Stammgast früherer Tage – bereits eine Erzählung gleichen Namens gewidmet hatte.
Der Literaturkritiker Marcel Reich-Ranicki und der Literaturwissenschaftler Hans Mayer diskutierten mit jeweils einem berühmten Schriftsteller oder sonstigem Kulturschaffenden als Gast über Literatur, Kultur und tagesaktuelle Themen. Zu den Gästen zählten unter anderen Theodor W. Adorno, Ernst Bloch, Heinrich Böll, Friedrich Dürrenmatt, Hans Magnus Enzensberger, Hans Werner Henze, Rudolf Augstein, Max Frisch, Günter Grass und Martin Walser. Da einige Folgen auch für das Fernsehen produziert wurden, wird Das literarische Kaffeehaus heutzutage oftmals als Vorläufer von Reich-Ranickis späterer – wesentlich bekannterer – Fernsehsendung Das Literarische Quartett angesehen. Wie auch die Episoden dieser Viererrunde viele Jahre später endete bereits jede Folge des Literarischen Kaffeehauses mit dem Zitat „Und wieder sehen wir betroffen / Den Vorhang zu und alle Fragen offen.“, leicht abgewandelt entnommen aus Brechts Der gute Mensch von Sezuan.
Reich-Ranicki beschrieb die Zusammenarbeit mit Mayer im Nachhinein als äußerst schwierig. Der mehr als 13 Jahre ältere Literaturwissenschaftler hätte ihn oft geringschätzig behandelt sowie seine intellektuelle und akademische Qualifikation angezweifelt. Zudem hätte er versucht, ihn als gebürtigen Polen lediglich polnische Literatur besprechen zu lassen.